# Ignatowci (obwód Gabrowo)
Ignatowci (bułg. Игнатовци) – wieś w Bułgarii, w obwodzie Gabrowo, w gminie Drjanowo. Miejscowość jest wyludniała.